# Милан Галић
Милан Галић (Темерин, 8. март 1938 — Београд, 13. септембар 2014) био је фудбалер ФК Пролетер, Партизана, Стандарда из Лијежа, Ремса и југословенски репрезентативац.

## Младост
Милан Галић је рођен у Темерину, у породици досељеној из околине Босанског Грахова. Отац Илија је пореклом из Горњих Галића, док је мајка Софија пореклом из суседних Малешеваца. Отац му је умро исте године када је Милан рођен. Након мађарске окупације Бачке у Другом светском рату, Софија се са четворо деце вратила у родни крај. Мајку су му током рата убиле усташе. После рата живео је у дому за ратну сирочад у Зрењанину.

## Спортска биографија
Играјући за југословенску репрезентацију на 51 утакмици, постигао је 37 голова. Учествовао је на Летњим олимпијским играма 1960. године, када је репрезентација Југославије освојила златну медаљу, на Европском фудбалском првенству 1960. године, када је Југославија била друга, и на Светском првенству 1962. године, када је Југославија заузела четврто место. Исте године добио је Златну значку Спорта, награду за најбољег спортисту у Југославији. У лигашким такмичењима играо је за Партизан и Стандард Лијеж и Ремс.

### Куп шампиона са Партизаном
Освајањем титуле шампиона Југославије у сезони 1964/65, Партизан је стекао право да игра у Купу шампиона Европе. Тадашње Партизанове бебе, предвођене тренером Матекалом представљале су озбиљног ривала било ком тадашњем Европском клубу.
Партизан је на већини утакмица Купа шампиона играо у следећем саставу:
- (1) Шошкић (голман), (2) Јусуфи, (3) Васовић (капитен), (4) Рашовић, (5) Михајловић, (6) Ковачевић, (7) Бечејац, (8) Бајић, (9) Хасанагић, (10) Милан Галић, (19) Пирмајер. Тренер је био Абдулах Гегић.

Партизан је у предтакмичењу за противника добио Француског првака Нанта. Победом у Београду са 2:0 и нерешеним резултатом у гостима 2:2, прва препрека је била прескочена са укупним скором од 4:2.
Следећи противник је био првак Немачке Вердер из Бремена. Вердер је елиминисан укупним резултатом 3:1. У Београду 3:0 и у Бремену 0:1.
У четвртфиналу Партизан је за противника добио првака Чехословачке, Спарту из Прага. Прву утакмицу у Прагу Партизан је изгубио са 4:1, док је другу утакмицу у Београду победио са резултатом 5:0 и тиме са укупним скором од 6:4 се квалификовао у полуфинале.
У полуфиналу је Партизана чекао шампион Енглеске, Манчестер јунајтед. Међутим Партизанове бебе су и овај пут успешно одрадиле задатак укупним скором од 2:1 (2:0 у Београду и 0:1 у Лондону) пребродиле су и ову препреку и пласирале се у финале.
Финале Купа европских шампиона се играло у Бриселу 11. маја 1966. године и противник Партизана је био првак Шпаније Реал из Мадрида. Играло се на чувеном стадиону Хејсел пред 55.000 гледалаца. Партизан је у свему био равноправан противник Реалу и у 55 минуту је повео поготком Велибора Васовића. На жалост играча Партизана то је било све што су могли да учине. Погоцима Амансија и Серене, Реал је успео да порази Партизан и освоји титулу шампиона континента.
| 11. мај 1966. Финале Купа шампиона |             |             |                                                                                |
| Реал Мадрид                        | 2 : 1       | Партизан    | Град: Брисел Стадион Хејсел Судија: Рудолф Критлен (Немачка) Гледалаца: 55.000 |
| Амансио 70’ · Фернандо Серена 76’  | (Репортажа) | Васовић 55’ | Град: Брисел Стадион Хејсел Судија: Рудолф Критлен (Немачка) Гледалаца: 55.000 |

| · Реал Мадрид | · Партизан |

| ФК Реал Мадрид: |    |                           |
|                 |    |                           |
| ГО              | 1  | Хосе Аракистан            |
| ОД              | 2  | Пачин                     |
| ОД              | 3  | Педро де Фелипе           |
| ОД              | 4  | Игнацио Зоко              |
| ОД              | 5  | Мануел Санчис             |
| СР              | 6  | Пири                      |
| СР              | 7  | Мануел Веласкез           |
| СР              | 8  | Фернандо Серена           |
| НА              | 9  | Амансио Амаро             |
| НА              | 10 | Рамон Гросо               |
| НА              | 11 | Франсиско Генто (капитен) |
| Тренер:         |    |                           |
| Мигел Муњоз     |    |                           |

| ФК Партизан:  |    |                           |
|               |    |                           |
| ГО            | 1  | Милутин Шошкић            |
| ОД            | 2  | Фахрудин Јусуфи           |
| ОД            | 3  | Велибор Васовић (капитен) |
| ОД            | 4  | Бранко Рашовић            |
| ОД            | 5  | Љубомир Михајловић        |
| СР            | 6  | Владица Ковачевић         |
| СР            | 7  | Радослав Бечејац          |
| СР            | 8  | Мане Бајић                |
| НА            | 9  | Мустафа Хасанагић         |
| НА            | 10 | Милан Галић               |
| НА            | 11 | Јосип Пирмајер            |
| Тренер:       |    |                           |
| Абдулах Гегић |    |                           |

## Највећи успеси

### Партизан
- Првенство Југославије (4) : 1960/61, 1961/62, 1962/63, 1964/65.
- Куп европских шампиона : финале 1965/66.

### Стандард Лијеж
- Првенство Белгије (2) : 1968/69, 1969/70.
- Куп Белгије (1) : 1966/67.